# Eugaster spinulosa
Eugaster spinulosa är en insektsart som först beskrevs av Johannson 1763.  Eugaster spinulosa ingår i släktet Eugaster och familjen vårtbitare. Inga underarter finns listade i Catalogue of Life.